# Tranh cãi tại Đại hội Thể thao Đông Nam Á 2021
Đã có nhiều tranh cãi xung quanh Đại hội Thể thao Đông Nam Á 2021, được tổ chức tại Hà Nội, Việt Nam.

## Tiếp thị

### Bộ nhận diện nhiều lỗi chính tả, ngữ pháp
Ngày 21 tháng 3 năm 2022, thông tin từ Tổng cục Thể dục Thể thao; Bộ Văn hóa, Thể thao và Du lịch cho biết một số trang mạng xã hội, chủ yếu là từ Facebook của một vài cá nhân, đã phát tán hình ảnh Bộ nhận diện thương hiệu SEA Games 31. Theo đó, sau khi Tiểu ban Thông tin - Truyền thông công bố bộ nhận diện mẫu kèm theo hình ảnh minh họa, những cá nhân này đã phát hiện bộ nhận diện có nhiều lỗi nghiêm trọng như sai ngữ pháp tiếng Anh, sai ngữ cảnh nội dung,... Ban tổ chức sau đó nói rằng bộ nhận diện này "đều được phê duyệt và đảm bảo tính pháp lý", cho rằng những lời lẽ, ngôn từ mà nhóm người này nhận định về thiết kế, màu sắc, bố cục của Bộ nhận diện SEA Games 31 là "mang tính chủ quan, phiến diện và đầy ác ý". Họ tuyên bố sẽ làm việc với các cơ quan có thẩm quyền về an ninh mạng để xử lý những người đã đăng tải những thông tin trên, đồng thời bày tỏ mong muốn "các cơ quan báo chí tiếp tục ủng hộ thể thao Việt Nam" để "có thể vượt qua những khó khăn, tổ chức thành công kỳ Đại hội này." Phía Tiểu ban Thông tin - Truyền thông cũng cho biết sẽ tiếp tục nhận ý kiến đóng góp để hoàn chỉnh bộ nhận diện để có được bộ thiết kế đẹp, bắt mắt và chính xác hơn.

### Bài hát chủ đề
Ngày 30 tháng 3 năm 2022, ban tổ chức đã công bố bản ghi chính thức của bài hát chủ đề của Đại hội mang tên "Hãy toả sáng" (tiếng Anh: Let's shine). Ngay khi được công bố, bài hát đã thu hút sự chú ý của người hâm mộ nhưng lại không nhận được nhiều sự ủng hộ như mong đợi. Nhiều ý kiến cho rằng "Hãy toả sáng" thiếu đi tinh thần, khí thế hào hùng của thể thao, lời ca mang tính kể lể gian khổ nhiều. Bên cạnh đó, giai điệu của ca khúc cũng được cho là không phản ánh được sự cuồng nhiệt, sôi động cần có, và thiếu đi sức ấn tượng. Thậm chí, bài hát còn được đem ra so sánh với bài hát chính thức của SEA Games 2003 "Vì một thế giới ngày mai". Theo VieZ, “phần hát solo của từng người cũng không tạo ra được sự ấn tượng cần thiết, trong khi ở những màn hòa giọng lại thiếu mất đi sự hòa quyện với nhau.” Tuy nhiên, Hồng Linh của Đời sống viết: “Nhạc sĩ Bùi Huy Tuấn đã rất khéo léo khi kết hợp chất khỏe khoắn, sôi nổi của thể thao với phần ca từ đầy ý nghĩa, mang thông điệp SEA Games 31 vì một ASEAN mạnh mẽ hơn, như slogan của Đại hội." Phần rap của Đen Vâu cũng là một trong những điểm gây tranh cãi. Trong khi một bộ phận người nghe cho rằng lời rap có vẻ mang hơi hướng cá nhân, mang tính chất "cổ động cho đoàn Việt Nam hơn là thể hiện tinh thần của cả SEA Games, cho tất cả nước tham dự" thì trang Đời sống lại coi đây là điểm "bắt trend" của bài hát khi đã "thể hiện bản lĩnh, ý chí của người Việt Nam trong sự hội nhập chung với bạn bè quốc tế.”

### Treo nhầm quốc kỳ củaPhilippinestrong video âm nhạc
Video âm nhạc (MV) chính thức của ca khúc chủ đề của SEA Games 31 "Let's Shine", phát hành ngày 18 tháng 4 năm 2022, đã bị phát hiện là có sai sót khi treo dọc quốc kỳ của Philipines trong một số phân cảnh. Trong MV, cờ Philippines được treo dọc với phần màu đỏ bên trái và phần màu xanh bên phải, chỉ được sử dụng khi có chiến tranh xảy ra; trong khi quốc kỳ được sử dụng trong thời bình có phần màu xanh bên trên khi treo ngang và ở bên trái khi treo dọc. Ban tổ chức sau đó đã phải gỡ bỏ video này để chỉnh sửa trước khi đăng lại vào ngày 29 tháng 4, đồng thời nhìn nhận "đây là bài học kinh nghiệm cho chúng tôi".

## Các vấn đề về tổ chức

### Lựa chọn linh vật chính thức
Vào ngày 26 tháng 10 năm 2019, fanpage chính thức của Cuộc thi sáng tác biểu trưng, linh vật, khẩu hiệu và bài hát của Đại hội Thể thao Đông Nam Á và Đại hội Thể thao Người khuyết tật Đông Nam Á 2021 đã công bố "Top 3 linh vật chính thức cho SEA Games 31". Theo bài đăng này, ba bài thi "được hội đồng ban giám khảo đánh giá cao nhất" trong số hàng trăm tác phẩm gửi về bao gồm: Nghê cười, Sao la và Hổ. Tuy nhiên, ngay khi các tác phẩm cuối cùng được công bố, nhiều cư dân mạng Việt Nam đã rất bất ngờ và thể hiện sự không hài lòng bởi các tác phẩm này có quá nhiều khác biệt so với những linh vật đã nhận được nhiều lượt yêu thích trước đó (như Vàng, linh vật dựa theo nhân vật chú chó trong truyện ngắn nổi tiếng Lão Hạc của nhà văn Nam Cao). Nhiều người chê các mẫu linh vật này "xấu", "cũ kỹ", "như hình tranh vẽ trong sách lớp 1", thậm chí còn dấy lên những nghi vấn về lựa chọn của ban tổ chức. Ban tổ chức sau đó phải rút lại bài công bố, cho biết các mẫu thiết kế này mới chỉ là sơ bộ và sẽ "làm việc nội bộ để chỉnh sửa, cải thiện độ thẩm mỹ". Do đó, thời hạn công bố bài thi chiến thắng vào ngày 31 tháng 10 được lùi sang tháng 11 năm 2019, rồi một lần nữa bị hoãn vô thời hạn.
Tháng 9 năm 2020, để chuẩn bị cho chiến dịch SEA Games 31 tại Hà Nội, ban tổ chức đã đăng tải hình ảnh biểu trưng và linh vật dự kiến của đại hội. Lần này, Sao la đã được chọn sau khi được chỉnh sửa từ bài dự thi trước đó, nhưng cũng không tránh khỏi những luồng ý kiến phản đối và chỉ trích  nặng nề, chủ yếu từ người Việt Nam, kể cả sau khi nó được công bố là linh vật chính thức. Trước những luồng ý kiến trái chiều về linh vật Sao la, tác giả linh vật Ngô Xuân Khôi cho rằng “nó là quý hiếm, đừng đòi hỏi sự quen thuộc". Ông cũng tiết lộ với báo Lao Động rằng một cán bộ thuộc Tổ chức bảo vệ động vật quý hiếm tại Việt Nam (WWF) đã thừa nhận công tác tuyên truyền của tổ chức này trong hàng chục năm qua không hiệu quả như khi Sao la được chọn làm linh vật.

### Hoãn đại hội sang năm 2022
Đề xuất hoãn SEA Games 31 sang tháng 7 năm 2022 của Ủy ban Olympic Việt Nam ban đầu đã vấp phải sự phản đối của đa số thành viên trong Liên đoàn Thể thao Đông Nam Á (SEAGF), với lý do "lịch trình thể thao dày đặc" trong năm 2022 và "nhiều quốc gia đang trong quá trình chuẩn bị cho Thế vận hội". Bản thân các đoàn thể thao cũng chỉ được chính phủ cấp kinh phí phục vụ cho SEA Games 31 trong năm mà không có quỹ dự phòng cho năm sau, do đó sẽ tăng thêm gánh nặng tài chính nếu tiếp tục dời đại hội. Hơn nữa, việc trì hoãn SEA Games cũng được cho là sẽ gây ra bất lợi cho các vận động viên tham dự khi phải đối mặt với quá nhiều sự kiện thể thao diễn ra liên tục và cho Campuchia - nước chủ nhà của kỳ đại hội kế tiếp. Chủ tịch Ủy ban Olympic Malaysia (OCM) Mohammad Norza Zakaria tỏ ra thông cảm với tình hình dịch bệnh phức tạp ở Việt Nam tại thời điểm, nhưng nêu rõ quan điểm không đồng ý với đề xuất của nước chủ nhà. Nhiều ý kiến của cổ động viên Việt Nam trên mạng xã hội cũng đã kêu gọi hoãn hoặc thậm chí hủy bỏ đại hội trong bối cảnh công tác phòng chống dịch cần được ưu tiên hàng đầu, cộng với việc tiêu tốn kinh phí rất lớn và uy tín thấp của sự kiện.

### Điều kiện sân bãi
Điều kiện cơ sở vật chất và tập luyện của một số môn, đặc biệt là bóng đá nam, đã nhận về những phản ứng tiêu cực của giới truyền thông và người hâm mộ.
- Các huấn luyện viên đội tuyển U-23 Myanmar[27] và U-23 Indonesia[28] đã lên tiếng phàn nàn về mặt sân không tốt của sân vận động Tam Nông và Bãi Bẵng - những sân tập được phục vụ cho SEA Games 31. Thậm chí, đội U-23 Myanmar còn đề nghị đổi sân tập bởi sân Tam Nông "vừa xa, vừa không được bảo mật".[29] Ông Nguyễn Đắc Thủy - Giám đốc Sở Văn hóa, Thể thao và Du lịch tỉnh Phú Thọ - cho biết ban tổ chức địa phương mới ghi nhận thông tin qua truyền thông và mạng xã hội nhưng chưa nhận được lời phàn nàn trực tiếp của các đội bóng ngay cả trong họp báo.[30] Vị này khẳng định ban tổ chức luôn cố gắng tạo mọi điều kiện tốt nhất có thể cho các đội bóng[29] và sẵn sàng lắng nghe phản hồi từ các bên để điều chỉnh, khắc phục trong khả năng.[30] Nhiều người hâm mộ Việt Nam và khu vực đã bày tỏ sự thất vọng về chất lượng mặt sân và mong muốn cải thiện để tất cả các đội có sự chuẩn bị tốt nhất cho giải đấu.[31]
- Trước khi trận chung kết bóng đá nam diễn ra, mặt cỏ sân Mỹ Đình được ghi nhận đã bị úa vàng và chết khá nhiều.[32] Từ cuối tháng 4, địa điểm này đã được trưng dụng để chuẩn bị lắp đặt sân khấu cho lễ khai mạc SEA Games 31. Trong quá trình chuẩn bị, ban tổ chức đại hội đã một lần yêu cầu phải mở các lớp phủ trên mặt sân ra trong 3 ngày để tiến hành chăm sóc đặc biệt,[33] trước khi được lắp đặt lại sau đó. Mặc dù đại diện AFC khẳng định mặt sân đảm bảo chất lượng thi đấu,[34] tuy nhiên việc mặt sân héo úa sau lễ khai mạc đã vấp phải nhiều ý kiến chỉ trích từ phía người hâm mộ.

## Các môn thể thao

### Nhầm quốc kỳ và quốc ca
Ở buổi thi diễn ra ngày 8 tháng 5 của môn nhảy cầu, màn hình lớn của nhà thi đấu tổ chức bộ môn này đã hiển thị sai quốc kỳ Malaysia. Cụ thể, quốc kỳ của Malaysia có biểu tượng ngôi sao 14 cánh nhưng trên quốc kỳ được chiếu trên màn hình, ngôi sao chỉ có 5 cánh. Ban tổ chức đại hội và truyền thông Việt Nam đã không có bất cứ phản ánh hay bình luận gì về sự cố này.
Tại lễ trao huy chương nội dung đôi nam nữ của môn bóng bàn tối ngày 20 tháng 5, mặc dù đôi nam nữ Singapore đã giành huy chương vàng nhưng ban tổ chức lại phát quốc ca của Thái Lan thay vì Singapore. Ngay sau đó, ban tổ chức đã phải tiến hành lại nghi thức cử quốc ca và nghi thức kéo cờ cho Singapore.

### Không cử hành quốc ca trước trận bóng đá nam Việt Nam – Philippines
Trong trận đấu vòng bảng môn bóng đá nam giữa đội tuyển U-23 Việt Nam và U-23 Philippines trên sân vận động Việt Trì (Phú Thọ), khi tổ trọng tài điều khiển trận đấu và hai đội bóng đang bước ra sân để tiến hành các nghi thức trước trận thì hệ thống âm thanh trên sân Việt Trì đột ngột tắt, dẫn đến việc không thể thực hiện nghi thức hát quốc ca của hai đội tuyển theo kế hoạch. Sau vài phút tìm cách khắc phục nhưng không được, ban tổ chức đã bỏ qua các nghi thức này để trận đấu được diễn ra đúng như đã lên lịch. Nguyên nhân sau đó đã được ban tổ chức xác nhận là do "thời tiết diễn biến xấu, có sự xung đột giữa các thiết bị điện tử, ảnh hưởng đến việc truyền tải âm thanh” và do “sự phối hợp giữa bộ phận âm thanh và bộ phận giám sát, điều khiển trận đấu chưa nhịp nhàng, chặt chẽ”. Sự cố này đã khiến cho dư luận phản ứng gay gắt bởi việc hát quốc ca trước trận đấu được coi là một nghi thức quan trọng, trang nghiêm và bắt buộc phải có, đặc biệt ở một sự kiện thể thao lớn của Đông Nam Á như SEA Games. Trước đó, trong trận đội chủ nhà gặp U-23 Indonesia cũng trên sân Việt Trì, ban tổ chức sân cũng gây ra tranh cãi khi tiến hành cử quốc ca Indonesia trong lúc hai đội đang bắt tay nhau trước trận đấu.

### Cổ động viên ném giấy cổ vũ gây mất vệ sinh
Cũng ở trận đấu giữa U-23 Việt Nam và U-23 Philippines đã đề cập ở trên, các cổ động viên trên sân Việt Trì đã thực hiện màn ném giấy để cổ vũ cho đội nhà. Theo đó, hội cổ động viên này đã mua hàng ngàn cuộn giấy vệ sinh rồi phát cho khán giả quanh khu vực của mình; trước khi trận đấu bắt đầu, các khán giả đồng loạt ném các cuộn giấy xuống sân nhằm tạo ra hiệu ứng đẹp trên khán đài. Tuy nhiên, việc trời đổ mưa khiến giấy sau khi ném thấm vào khán đài cũng như đường chạy quanh sân, tạo nên cảnh tượng mất mỹ quan và gây khó khăn cho công tác vệ sinh sau trận đấu.
Hành động này đã gây ra nhiều tranh cãi trái chiều trong cộng đồng người hâm mộ. Phía hội cổ động viên cho rằng đây là hình thức cổ vũ phổ biến ở nước ngoài và muốn du nhập nó vào Việt Nam, trong khi số còn lại phản đối mạnh mẽ và coi đây là hành vi cổ vũ "thiếu văn minh, gây lãng phí". Sau cùng, ban tổ chức địa phương quyết định các cổ động viên sẽ không được phép cổ vũ bằng hình thức tung giấy vệ sinh ở các trận đấu tiếp sau.

### Singapore và Malaysia bị tước huy chương vì "nhảy quá sớm"
Tại phần thi bơi tiếp sức 4x100m tự do nam, cả Singapore và Malaysia đều đã phạm quy sau khi hai đội lần lượt giành huy chương vàng và huy chương bạc, gián tiếp giúp chủ nhà Việt Nam từ huy chương đồng được nhận huy chương vàng. Các quan chức Việt Nam cho rằng đó là do "kỹ thuật", trước khi khẳng định rằng các vận động viên bơi lội của cả hai nước đã "nhảy quá sớm". Các nguồn tin ban đầu từ Singapore lẫn Việt Nam đều cho rằng Joseph Schooling đã mắc lỗi khiến đội nhà mất huy chương vàng. Sau đó vào ngày 17 tháng 5, ban tổ chức kết luận người mắc lỗi không phải là Joseph Schooling mà là Jonathan Tan, người bơi thứ ba trong đội Singapore. Theo đó, Tan đã xuất phát sớm 0,05 giây, tức là hai chân anh rời khỏi bục xuất phát 0,05 giây trước khi đồng đội Quah Zheng Wen chạm vào thành bể để kích hoạt hệ thống cảm ứng. Theo quy định trong bơi lội, kình ngư không bị truất quyền thi đấu nếu xuất phát sớm không quá 0,03 giây. Điều đó có nghĩa Tan vẫn phạm quy dù chỉ sớm 0,02 giây, do đó Singapore bị hủy kết quả thi. Tương tự với đội tuyển Malaysia, người mắc lỗi Singh Chahal đã xuất phát sớm 0,12 giây, hơn 0,09 giây so với quy định.

### Vận động viên Việt Nam bị chỉ trích vì không giúp đỡ đồng đội
Tại nội dung chung kết 800m nữ, vận động viên Kaur Jogind của Malaysia đã có pha va chạm vào vận động viên Đinh Thị Bích của Việt Nam, khiến Bích bị ngã và gặp phải chấn thương nặng, còn Kaur sau đó đã vượt lên và giành được huy chương đồng. Tổng trọng tài điền kinh Nguyễn Trung Hinh cho biết: sau khi xem lại băng ghi hình kỹ thuật, tổ trọng tài nhận định tác động của vận động viên Malaysia là "không cố ý phạm lỗi", do đó thành tích của đối thủ vẫn được công nhận. Tuy nhiên, tâm điểm của chỉ trích đã hướng về phía Khuất Phương Anh - người giành được huy chương vàng ở nội dung kể trên. Một số người hâm mộ Việt Nam đã bày tỏ sự thất vọng với nữ vận động viên này, cho rằng cô đã quá mải mê ăn mừng chiến thắng của bản thân mà không chủ động nâng đỡ và an ủi người đồng đội đã bị ngã ngay sau khi về đích, thậm chí còn so sánh cô với Goh Chui Ling, vân động viên người Singapore đã có hành động đẹp với Đinh Thị Bích. Ngược lại, các ý kiến bênh vực cho rằng khi Phương Anh về đích, cô đã ở cách khá xa vị trí mà Đinh Thị Bích đã ngã, do đó có thể cô đã không hay biết gì về sự cố của người đồng đội. Mặc dù thực tế trên sân, Phương Anh đã chạy đến và thăm hỏi đồng đội đang bị thương sau một lúc ăn mừng, song hành động này cũng bị đánh giá là "quá muộn".

### Indonesia mất hai huy chương vàng pencak silat
Các võ sĩ pencak silat của Indonesia đã để mất hai huy chương vàng tưởng như đã trong tầm tay do phạm lỗi nguy hiểm và bị trừ điểm. Sự cố đầu tiên nằm ở trận chung kết hạng 50–55 kg nam giữa võ sĩ Khoirudin Mustakim của Indonesia và Muhammad Khairi Adib Bin Azhar của Malaysia. Sau lần phạt đầu tiên vì phạm lỗi, Khoirudin tiếp tục có pha ra đòn mạnh vào mặt khiến Azhar ngã xuống sàn đấu. Anh bị trừ 10 điểm vì lỗi này, giúp cho đối thủ vượt lên dẫn điểm 49-50. Do quá bức xúc với quyết định của trọng tài, huấn luyện viên của Indonesia đã lời qua tiếng lại với các trọng tài và suýt xảy ra xô xát với giám sát trọng tài. Tiếp đó, ở trận đấu hạng 55–60 kg nam, võ sĩ Muhamad Yachser Arafa (Indonesia) cũng liên tục ra đòn nguy hiểm và bị trừ điểm, trong đó nặng nhất là cú đánh trúng phần mặt làm võ sĩ Muhammad Hazim Bin Mohamad Yusli (Singapore) bị chảy máu. Ngay sau đó, võ sĩ Indonesia bị truất quyền thi đấu và huy chương vàng được trao cho võ sĩ của Singapore.

### Vận động viên bắn súng bị tính nhầm điểm
Ở chung kết 25m súng ngắn nhanh nam diễn ra ngày 16 tháng 5, xạ thủ Hà Minh Thành của Việt Nam đã gặp phải sự cố khi hệ thống tính điểm hiển thị nhầm điểm của anh. Theo đó, sau lượt bắn đầu tiên, bảng điểm hiển thị Minh Thành có 2 điểm nhưng kết quả lại thông báo anh không giành được điểm nào. Sự cố khiến buổi thi bị gián đoạn gần 30 phút trước khi ban tổ chức quyết định thay bia và cho tất cả vận động viên bắn lại từ đầu. Dù bị ảnh hưởng tâm lý bởi sự cố, Minh Thành vẫn giành chiến thắng chung cuộc và mang về tấm huy chương vàng đầu tiên cho bắn súng Việt Nam tại đại hội lần này.

### Vận động viên Việt Nam đi sai giày
Nữ vận động viên chạy cự ly 10.000 m Lò Thị Thanh bị ban tổ chức tước huy chương vì lỗi đi giày không đúng quy định. Theo đó, đại diện Liên đoàn Điền kinh Việt Nam cho biết Lò Thị Thanh đã đi loại giày có hỗ trợ thành tích, vì vậy, kết quả phần thi chung kết 10.000 m của cô không được tính. Ở phần thi chung kết chiều tối 18 tháng 5 trên sân Mỹ Đình, Thanh kết thúc ở vị trí thứ 2 với thời gian 36 phút 32 giây, sau đồng đội Phạm Thị Hồng Lệ. Tuy nhiên sau đó, thành viên đoàn Singapore đã kiện và tổng trọng tài điền kinh quyết định hủy kết quả của Thanh. Qua kiểm tra trước khi thi đấu, giày của Thanh được phát hiện là không phù hợp và cô đã đổi sang một đôi khác, nhưng đôi giày cô đã sử dụng lại là giày trợ lực, không được phép chạy ở trong đường chạy sân vận động. Với việc Thanh bị tước kết quả, Khin Mar Se của Myanmar được nhận huy chương bạc, còn Goh Chui Ling của Singapore từ vị trí thứ 4 lên hạng 3 để nhận huy chương đồng.

### Vận động viên Campuchia bị loại vì thừa cân
Trong buổi kiểm tra cân nặng cho hạng cân 48 kg môn nhu thuật, đương kim vô địch & huy chương vàng Á vận hội 2018 Jessa Khan đã bị loại do vượt quá giới hạn quy định 240g. Theo quy định của Liên đoàn Nhu thuật quốc tế và Sách kỹ thuật SEA Games, cô không được phép thi đấu ở nội dung này. Ủy ban Olympic Quốc gia Campuchia đã đệ đơn kháng cáo yêu cầu ban tổ chức cho phép cô thi đấu ở hạng cân cao hơn 62 kg, nhưng yêu cầu này đã bị từ chối.

### Võ sĩ Việt Nam bị xử thua vì chấn thương
Võ sĩ Trương Đình Hoàng đã bị xử thua ở trận bán kết boxing hạng 75–81 kg trước đối thủ Maikhel Roberrd Muskita (Indonesia) sau chưa đầy 6 phút. Anh dính đòn khiến mặt chảy khá nhiều máu, làm trận đấu phải tạm hoãn để các bác sĩ chăm sóc y tế. Quan sát diễn biến trận đấu, đối thủ người Indonesia đánh xấu không xử lý đúng cách khiến Hoàng phải nhận thua không thuyết phục. Kết thúc màn so tài, trọng tài giơ cao tay công nhận chiến thắng 5-0 của võ sĩ Indonesia, theo hình thức RSC (Referee Stop the Contest – Doctor Stoppage).

### Huấn luyện viên Thái Lan phản ứng khi không được nhận huy chương bạc
Tại lễ trao giải sau trận chung kết môn bóng đá nam SEA Games 31, huấn luyện viên Alexandré Polking cùng trợ lý Pena Viegas Luis Filipe của U-23 Thái Lan đã lớn tiếng rằng ban tổ chức đưa thiếu huy chương bạc cho đội bóng này. Trợ lý huấn luyện viên của Thái Lan thậm chí còn tỏ ra bức xúc với  một nhân viên truyền thông của Liên đoàn bóng đá Việt Nam, cho rằng ban tổ chức làm việc "thiếu chuyên nghiệp" dù đã được giải thích rằng họ đã trao đầy đủ và việc thiếu huy chương là do Thái Lan mang quá số người quy định. Theo điều lệ giải, mỗi đội được trao 28 tấm huy chương (giới hạn cho huấn luyện viên trưởng, trưởng đoàn và các cầu thủ tham dự) và phải đặt mua thêm nếu muốn số lượng nhiều hơn. Polking sau đó đã thừa nhận việc không được trao huy chương và đã đòi hỏi dù biết quy định của ban tổ chức, cho rằng ông "không còn vấn đề gì nữa".

## Tin tức sai sự thật
Một số thông tin trong thời gian trước, trong và sau đại hội đã được phát hiện là gây hiểu lầm hoặc sai sự thật. Những thông tin như vậy thường mang tính chỉ trích đại hội.

### Biểu tượng các môn thi đấu bị tố đạo nhái Olympic
Vào đầu tháng 2 năm 2022, trên mạng xuất hiện hình ảnh cách điệu, mô phỏng 40 môn tại SEA Games 31 thông qua linh vật đại hội là Sao la. Tuy nhiên, ban tổ chức khẳng định đây là những hình ảnh bịa đặt, giả mạo. Họa sĩ Mai Nguyên đã nhận xét: “Biểu tượng các môn thi của SEA Games theo thiết kế của ban tổ chức nhìn rất khác, không giống chút nào với biểu tượng các môn tại Olympic 2020. Chỉ có bản giả mạo mới giống Olympic. Như vậy có thể có kẻ xấu đã cố tình xuyên tạc thông tin làm ảnh hưởng đến SEA Games 31 do Việt Nam đăng cai”. Đáng nói, ban tổ chức đại hội cũng được cho là đã sử dụng những biểu tượng "giả mạo" này trên các ấn phẩm của mình.

### Áp phích sai chính tả
Tháng 5 năm 2022, một tấm ảnh chụp áp phích cổ động cho SEA Games 31 đã bị rò rỉ trên mạng, trong đó bức ảnh được cho là đã bị chỉnh sửa, cố tình viết sai chính tả ở một số chỗ, như cụm từ "Đại hội Thể thao Đông Nam Á" được sửa thành "Đại hội Thể thao Đông Lam Á", hay dòng chữ "Welcome to" thành "Welcom to", khiến nhiều người hiểu nhầm về công tác chuẩn bị của nước chủ nhà Việt Nam. Cục An ninh mạng và phòng chống công nghệ cao thuộc Bộ Công an Việt Nam tuyên bố họ đang tiến hành điều tra, xác minh những đối tượng nào tung ra những bức ảnh này, đồng thời khuyến cáo người dân cần tỉnh táo khi tiếp nhận thông tin từ mạng xã hội, không lan truyền những thông tin, hình ảnh không được kiểm chứng. Cùng thời điểm, một bức ảnh "bản gốc" chụp tấm áp phích kể trên được đưa lên mạng, với các chi tiết đã được sửa lại chính xác. Tuy nhiên, bức ảnh "gốc" này được nhiều cư dân mạng Việt Nam đánh giá còn được làm "giả" hơn cả so với ảnh được cho là ảnh chế. Nhiều trang mạng của Việt Nam đã gỡ bỏ bài viết với nội dung này chỉ vài giờ sau khi đăng tải.

### Huấn luyện viên U-23 Thái Lan "bị cảnh sát thổi phạt"
Chiều ngày 7 tháng 5, người hâm mộ bóng đá Việt Nam trên mạng xã hội đã lan truyền tấm ảnh huấn luyện viên Alexandré Polking của U-23 Thái Lan được bắt gặp đi muộn, đến sân Thiên Trường bằng xe máy mà không đội mũ bảo hiểm và bị cảnh sát giao thông thổi còi, yêu cầu dừng xe để kiểm tra. Bức ảnh còn cho thấy cảnh huấn luyện viên này đưa tấm thẻ tác nghiệp của SEA Games 31 để xin được tạo điều kiện. Tờ Daily News của Thái Lan đã đăng tấm ảnh này và khẳng định Polking không những không bị phạt mà lực lượng cảnh sát còn chủ động tạo điều kiện để ông tới sân nhanh hơn. Bản thân Polking và cảnh sát Nam Định cũng đã xác nhận điều này.

## Khác

### Truyền hình Singapore nhầm quốc kỳ các nước dự SEA Games
Một hình ảnh lan truyền trên mạng xã hội ngày 12 tháng 5 năm 2022 cho thấy kênh truyền hình Channel NewsAsia (Singapore) đã có sự nhầm lẫn về quốc kỳ của các nước tham dự SEA Games 31 trên bảng tổng sắp huy chương. Tất cả các nước trên bảng tổng sắp đã bị nhầm quốc kỳ của nhau, trừ Myanmar và Đông Timor. Lỗi này đã được phát sóng trong khoảng 25 giây và đã được sửa chữa trong các bản cập nhật tiếp theo của SEA Games trong chương trình Asia First. Trước phản ứng từ dư luận, kênh này đã lên tiếng xin lỗi trong một bài đăng trên Facebook: "Chúng tôi vô cùng lấy làm tiếc vì điều này đã xảy ra. Nó không đạt được các tiêu chuẩn nghề nghiệp mà chúng tôi mong đợi ở bản thân và chúng tôi gửi lời xin lỗi chân thành đến khán giả."

### Vận động viên bóng chuyền bị nhận xét thiếu lịch sự về ngoại hình
Trang chủ của Liên đoàn bóng chuyền châu Á ngày 18 tháng 5 đã đăng tải lời xin lỗi của phóng viên Preechachan Wiriyanupappong đến vận động viên Nguyễn Thị Bích Tuyền của đội tuyển bóng chuyền nữ Việt Nam do sự “không phù hợp về từ ngữ”. Theo đó, trong bài viết về trận đấu nữ giữa Thái Lan và Việt Nam, phóng viên này đã dùng từ "man like" (nghĩa là "giống như đàn ông") để nói về Bích Tuyền, dẫn đến những phản ứng dữ dội từ người hâm mộ Việt Nam. Người này giải thích rằng ý định thực sự của mình là miêu tả vẻ ngoài mạnh mẽ của Tuyền, nhưng đã thừa nhận đó là một sai lầm lớn khi "những từ ngữ như vậy có thể dẫn đến sự hiểu lầm và xúc phạm giới tính, điều không nên xảy ra trong thể thao". Phóng viên người Thái Lan viết thêm, "Tôi xin lỗi vì những "sai lầm bất cẩn" của tôi có thể khiến "bất cứ ai liên quan" cảm thấy tồi tệ".

### Vận động viên Indonesia bị tố quấy rối tình dục tình nguyện viên
Vận động viên cầu lông người Indonesia Yeremia Erich Yoche Yacob Rambitan, người giành huy chương bạc nội dung đôi nam tại SEA Games 31, đã bị người hâm mộ nước này chỉ trích sau một video lan truyền bị cho là quấy rối tình dục. Theo Indo Sport, sự việc này xảy ra trong một buổi phát sóng trực tiếp trên tài khoản cá nhân của tay vợt này khi anh đang trên xe buýt chở đội cầu lông Indonesia trong thời gian đại hội. Trong đoạn video, anh bị phát hiện có những lời nói không đúng mực với một nữ tình nguyện viên, dù anh cho rằng mình chỉ “nói đùa". Đến tối ngày 25 tháng 5, một video được đăng trên tài khoản chính thức của Liên đoàn Cầu lông Indonesia (PSBI) cho thấy Rambitan đã thừa nhận có những lời lẽ mang tính quấy rối tình dục, cảm thấy hối hận về hành vi của mình và đã gửi lời xin lỗi tới các cổ động viên. Tổng thư ký PBSI Muhammad Fadil Imran cho biết cơ quan này cũng đã có hình thức khiển trách Rambitan.

### Vận động viên Singapore sử dụng cần sa
Một thông báo của Cơ quan thể thao Singapore ngày 30 tháng 8 năm 2022 tiết lộ Cục phòng chống ma túy của nước này (CNB) đang điều tra hai vận động viên bơi lội Joseph Schooling và Amanda Lim về việc tiêu thụ cần sa trong quá trình tham dự SEA Games 31 tại Hà Nội. Khi sự việc bị phát giác, Joseph Schooling đã lên tiếng xin lỗi công chúng Singapore và thừa nhận hành vi sử dụng chất cấm trong thời gian được nghỉ thực hiện nghĩa vụ quân sự để thi đấu tại SEA Games 31. Cả 2 vận động viên đã bị đưa ra cảnh cáo nghiêm khắc theo Đạo luật lạm dụng ma túy. Teong Tzen Wei vào tháng 9 đã trở thành vận động viên bơi lội thứ ba của Singapore bị phát hiện sử dụng chất cấm khi thi đấu tại đại hội.

### Vận động viên điền kinh Việt Nam dương tính với doping
Vào ngày 14 tháng 9 năm 2022, đã có thông tin cho biết có đến 6 mẫu thử lần một (mẫu A) dương tính với chất cấm trong quá trình thi đấu đến từ các vận động viên Việt Nam, trong đó có vận động viên đến từ môn trọng điểm là điền kinh. Đến ngày 12 tháng 10, lãnh đạo ngành thể thao nước này đã được Trung tâm phòng chống doping thông báo có thêm 3 trường hợp của đội tuyển điền kinh bị nghi ngờ sử dụng doping tại SEA Games 31, trong đó có 1 vận động viên nam vừa giành huy chương bạc tại SEA Games, 1 vận động viên nữ rất nổi tiếng từng giành thành tích cao ở cấp độ châu Á. và vận động viên còn lại cũng là nữ. Ngày 17 tháng 11, Tổng cục Thể dục Thể thao vừa nhận được thông báo từ phòng xét nghiệm Thái Lan về 5 vận động viên điền kinh Việt Nam và cả 5 vận động viên này đều cho kết quả dương tính với doping mẫu B. Cả 5 vận động viên này đều đạt thành tích xuất sắc tại SEA Games 31, trong đó 4 vận động viên nữ giành huy chương vàng nội dung cá nhân và tiếp sức (có 1 vận động viên nữ còn giành thêm 1 huy chương bạc); vận động viên nam còn lại giành huy chương bạc nội dung cá nhân.
Ngày 5 tháng 5 năm 2023, danh tính 5 vận động viên dương tính với doping đã được công bố, bao gồm Quách Thị Lan (HCV 400m rào, HCV tiếp sức 4x400m, HCĐ 400m), Khuất Phương Anh (HCV 800m, HCB 1.500m), Vũ Ngọc Hà (HCV nhảy xa, HCB nhảy 3 bước), Hoàng Thị Ngọc (HCV tiếp sức 4x400m), Lê Ngọc Phúc (HCB 400m, HCB tiếp sức 4x400m). Toàn bộ huy chương của các vận động viên này đã bị tước và được trao lại cho các vận động viên có thành tích tốt kế tiếp. Quách Thị Lan, Khuất Phương Anh và Hoàng Thị Ngọc bị cấm thi đấu 18 tháng, trong khi số còn lại cùng bị cấm thi đấu 16 tháng.